# Agnes von Limburg-Stirum
Agnes von Limburg-Bronkhorst-Styrum (* 18. September 1563 auf Kasteel de Wildenborch; † 2. Januar 1645 in Vreden) war Äbtissin der Stifte Elten, Vreden, Borghorst und Freckenhorst.

## Leben
Sie stammte aus dem Adelsgeschlecht Limburg-Styrum. Ihr Vater war Hermann Georg von Limburg und Bronkhorst, Herr auf Styrum, Wisch und Borculo. Die Mutter war Maria Gräfin von Hoya. Ihre Schwester Metta war ebenfalls Äbtissin in Freckenhorst. 
Sie trat in jungen Jahren in das Stift Elten ein. Sie wurde 1596 Pröpstin in Vreden. In Elten wurde sie 1603 Äbtissin. Später war sie auch Äbtissin der Stifte Vreden, Borghorst und seit 1614 in Freckenhorst. Sie residierte meist in Vreden. 
Zu Beginn ihrer Amtszeit waren alle vier Stifte in einem schlechten Zustand. Teilweise war das Leben verweltlicht, teilweise litten sie unter den Nachwirkungen zurückliegender Kriege. Agnes von Limburg-Stirum hat in allen Stifte für Reformen gesorgt. In Elten wurden die teilweise in Trümmern liegenden Gebäude abgerissen und mit einem Neubau begonnen. In Borghorst ließ sie ein neues Abteigebäude erbauen. 
Im Jahr 1619 stiftete sie das Vredener Hungertuch. Das Tuch zeigt elf figürliche Passionsbilder. Im Mittelpunkt befindet sich das Bild der Kreuzigung.  Eingearbeitet auch der Hinweis auf die Stifterin: „Agnes, von Gottes Gnaden Äbtissin zu Elten, Vreden, Freckenhorst und Borghorst, Gräfin von Limburg und Bronckhorst, hat dieses Ornament zu Ehren des Leidens Christi angefertigt und der Kirche der heiligen Felicitas gestiftet im Jahr des Herrn 1619.“ Außerdem enthält es 16 Adelswappen der Vorfahren der Äbtissin.
Ein Teil ihrer Wirkungszeit fiel mit dem Dreißigjährigen Krieg zusammen. Auf Grund ihrer familiären Verbindungen sowohl ins protestantische wie auch katholische Lager, konnte sie verschiedentlich Raubzüge in ihrem Einflussbereich verhindern. Auch mit anderen Maßnahmen versuchte sie das Eindringen von fremden Soldaten zu verhindern. Sie hat sich darüber hinaus, wenn sie es für nötig hielt Anordnungen der Regierung des Hochstifts Münster widersetzt. Im Fall eines täuferisch gesinnten Müllers hat sie sich dessen Festnahme widersetzt, weil diese von Münster getroffene Anordnung ihre Rechte verletzt hatte.   
Bestattet wurde sie in der Stiftskirche von Vreden.

## Sonstiges
Sie erbte die Herrschaft Gemen und trat den Nachlass an ihren Neffen Hermann Otto I. von Limburg-Styrum ab. Dieser war der Vater der Freckenhorster Äbtissin Agnes Maria von Limburg-Styrum.